# Sylke Calleeuw
Sylke Calleeuw (22 september 1992) is een Belgische voetbalster die sinds 2019/20 uitkomt voor Standard de Liège.

## Carrière
De voormalige Belgische jeugdinternational, kwam van 2010/11 t/m 2011/12 uit voor DVC Eva's Tienen nadat ze eerder ook bij DV Zonhoven en VVDG Lommel voetbalde. Ze bleef in het verleden niet gespaard van zware blessures maar na drie lange revalidaties kwam ze steeds weer sterker terug. Ze wilde absoluut in de Women's BeNe League spelen, maar aangezien DVC Eva's Tienen daarvoor geen licentie verwierf sprak ze met enkele clubs. Na lang nadenken koos ze uiteindelijk voor een buitenlands avontuur bij PSV/FC Eindhoven, de nieuwe club in de Eredivisie Vrouwen. Na vier jaar voor PSV te hebben gespeeld, keerde Calleeuw in het seizoen 2016-2017 terug naar België om in het nieuwe Limburgse Project van KRC Genk Ladies te stappen. Ze speelde voor de Red Flames U17, U19 en U21 en betwistte twee keer de Elite ronde met de U17 en U19. In het kwalificatie tornooi te PECS (Hongarije) scoorde ze tegen Albanië (10-0).
Op 2 november 2012 maakte Calleeuw haar officiële debuut voor PSV/FC Eindhoven. Ze kwam in de 89e minuut in het veld voor Daniëlle van de Donk in de met 3-2 gewonnen thuiswedstrijd tegen Ajax. Calleeuw maakte het allereerste KNVB Beker-doelpunt voor PSV (seizoen 2012-2013) en behaalde met PSV in 2013-2014 de KNVB Bekerfinale, verloren tegen Ajax. Voor PSV/FC Eindhoven speelde Calleeuw in competitie het seizoen 2012-2013 acht keer (84 minuten via invalbeurten), het seizoen 2013-2014 vijf keer (146 minuten via 1 basisplaats, 4 invalbeurten) met één doelpunt en het seizoen 2014-2015 13 keer (213 minuten via 1 basisplaats, 12 invalbeurten) met één doelpunt. In het seizoen 2015-2016, het team heette toen PSV Vrouwen, waren twee basisplaatsen en vijf invalbeurten goed voor 214 minuten op de teller met drie doelpunten. In diverse testwedstrijden tegen gerenommeerde Duitse (Bayer04 Leverkusen, 1FC Köln, MSV Duisburg, Borussia Mönchengladbach), Engelse (Queens Park Rangers) of nationale teams (Nieuw-Guinea, Namibië, Thailand), meestal met een basisplaats, wist ze veelvuldig de weg naar het net te vinden. In de drie seizoenen PSV/FC Eindhoven speelde Calleeuw diverse wedstrijden voor FC Eindhoven in de Hoofdklasse zondag. Ze werd daar twee seizoenen op rij topschutter, wist mee de promotie naar de Topklasse af te dwingen en zelfs het seizoen 2013-2014 algemene topschutter van de Nederlandse Hoofdklasse zondag te worden.In het seizoen 2016-2017 maakte Sylke omweg van studies de overgang naar het ambiteuze project van KRC Genk Ladies. In drie seizoen wist ze daar in 56 wedstrijden 30 keer de weg naar doel te vinden. Naast goals tijdens internationale confrontaties tegen OSC Lille, SGS Essen, Bayer04 Leverkusen, PEC Zwolle en Excelsior Barendrecht had ze met 4 doelpunten tijdens de kwalificatie wedstrijden voor de Beker van België in het seizoen 2017-2018 een groot aandeel in het behalen van de finale. In deze, op KAS Eupen gespeelde wedstrijd moest Genk het onderspit delven tegen Standard de Liège. Een fantastische goal in het seizoen 2018-2019 voor de 0-1 winst bij kampioen RSC Anderlecht haalde de sportpagina's en TVL en zorgde voor de nodige belangstelling. Een overgang naar Standard de Liège voor het nieuwe seizoen 2019-2020 is het resultaat. 

## Statistieken
| Seizoen | Club                  | Land      | Competitie             | Wedstrijden | Doelpunten |
| ------- | --------------------- | --------- | ---------------------- | ----------- | ---------- |
| 1997/03 | Sporting Grote-Brogel | België    | Jongens Duiveltjes     | -           | -          |
| 2003/04 | K. Peer SV            | België    | Jongens Pre - Miniemen | -           | -          |
| 2004/05 | K. Peer SV            | België    | Jongens Miniemen       | -           | -          |
| 2005/06 | K. Peer SV            | België    | Jongens Kadetten       | -           | -          |
| 2006/07 | K. Peer SV            | België    | Eerste Provinciale     | -           | -          |
| 2007/08 | K. Peer SV            | België    | Eerste Provinciale     | 22          | 48         |
| 2008/09 | DV Zonhoven           | België    | Derde Klasse           | 22          | 54         |
| 2009/10 | VVDG Lommel           | België    | Tweede Klasse          | 14          | 23         |
| 2010/11 | DVC Eva's Tienen      | België    | Eerste Klasse          | 4           | 2          |
| 2011/12 | DVC Eva's Tienen      | België    | Eerste Klasse          | 12          | 4          |
| 2012/13 | PSV/FC Eindhoven      | Nederland | Women's BeNe League    | 9           | 1          |
| 2012/13 | FC Eindhoven          | Nederland | Hoofdklasse Nederland  | 16          | 18         |
| 2013/14 | PSV/FC Eindhoven      | Nederland | Women's BeNe League    | 1           | 0          |
| 2013/14 | FC Eindhoven          | Nederland | Hoofdklasse Nederland  | 10          | 12         |
| 2014/15 | PSV/FC Eindhoven      | Nederland | Women's BeNe League    | 1           | 1          |
| 2015/16 | PSV                   | Nederland | Eredivisie             | 2           | 3          |
| 2016/17 | KRC Genk Ladies       | België    | Superleague            | 24          | 14         |
| 2017/18 | KRC Genk Ladies       | België    | Superleague            | 24          | 12         |
| 2018/19 | KRC Genk Ladies       | België    | Superleague            | 8           | 4          |
| 2019/20 | Standard de Liège     | België    | Superleague            | 0           | 0          |

1 Evrard ·
2 Thrige ·
3 Hendriks ·
4 Buurman ·
5 Bross ·
6 Folkertsma ·
9 Smits ·
10 Ripa ·
11 Jansen ·
14 Strik ·
16 Alkemade ·
17 Jacobs ·
18 Dessing ·
19 Stoit ·
20 Nijstad ·
21 Lacroix ·
22 Derks ·
23 Kemper-Moorrees ·
24 Henschen ·
25 Frijns ·
26 Pondes ·
27 Xhemaili ·
29 Kalma ·
30 Verheijen ·
Coach: Ten Berge
· Assistent-coach: Van Dael